# Štěpán Altrichter
Štěpán Altrichter (* 21. listopadu 1981, Brno) je český filmový režisér.
Studoval filozofii a psychologii na Svobodné univerzitě v Berlíně a filmovou režii na berlínské FilmArche, ale ani jedno studium nedokončil. Nakonec vystudoval Vysokou filmovou a televizní školu Konrada Wolfa v Postupimi. Absolvoval roku 2014, a to koprodukčním snímkem Schmitke, který šel i do české kinodistribuce. Film režíroval i k němu napsal scénář. Získal za něj Cenu české filmové kritiky pro objev roku. Film získal též Českého lva za nejlepší zvuk a hudbu, byl nominován také v kategoriích nejlepší film, nejlepší režie a nejlepší scénář. Jeho druhým celovečerním filmem se stal snímek Národní třída (2019), natočený podle novely Jaroslava Rudiše.
Je synem dirigenta Petra Altrichtera.